# Macrotylus sexguttatus
Macrotylus sexguttatus är en insektsart som först beskrevs av Léon Abel Provancher 1887.  Macrotylus sexguttatus ingår i släktet Macrotylus och familjen ängsskinnbaggar. Inga underarter finns listade i Catalogue of Life.